# Hertogdom Saksen-Weimar (1672-1741)
Het Hertogdom Saksen-Weimar (Duits: Herzogtum Sachsen-Weimar) was een land binnen het Heilige Roomse Rijk dat werd geregeerd door de Ernestijnse linie van het Huis Wettin. Het land ontstond in 1672 toen het eerdere Hertogdom Saksen-Weimar in drieën werd verdeeld. Hierna werd het hertogdom niet meer tussen de erfgenamen verdeeld. In 1741 erfde de hertog Saksen-Eisenach, waarna het nieuwe vergrote hertogdom Saksen-Weimar-Eisenach werd genoemd.

## Saksen-Weimar van 1672 tot 1741/1918
Na de dood van hertog Willem van Saksen-Weimar in 1662 werd hij opgevolgd door zijn vier zoons. Zij resideerden respectievelijk te Weimar, Eisenach, Marksuhl en Jena, maar besturen het vorstendom Weimar gemeenschappelijk.
Na het uitsterven van de linie Saksen-Altenburg in 1672 sloten Saksen-Weimar en Saksen-Gotha op 16 mei 1672 een delingsverdrag. Hierdoor kreeg Saksen-Weimar:
- de ambten Allstedt, Bürgel, Dornburg en (Nieder-)Roßla
- de landshoogheid over de heerlijkheid Remda, het goed Apolda en het ambt Hardisleben
- het recht om het ambt Hardisleben in te lossen
- het ambt Crayenberg van Saksen-Gotha
- de stem op de rijksdag voor het vorstendom Eisenach, die tot dan gemeenschappelijk bezit was van Saksen-Weimar en Saksen-Gotha
- gemeenschappelijk bleven de universiteit, het hofgericht en de schepenstoel te Jena en verder het bestuur van de ambten Mühlberg en Tonndorf

Vervolgens sloten de drie broers (de vierde was inmiddels overleden) op 25 juli 1672 een delingsverdrag, waarbij drie deelhertogdommen ontstonden:
- Johan Ernst II van Saksen-Weimar, Saksen-Weimar
- Johan George I van Saksen-Eisenach, Saksen-Eisenach (uitgestorven in 1741)
- Bernhard van Saksen-Jena, Saksen-Jena (uitgestorven in 1690)

Aan hertog Johan Ernst II van Saksen-Weimar kwamen:
- de ambten Weimar, Oberweimar (met Umpferstedt), Berka, Roßla en Ilmenau
- de voorwerken Köttendorf, Lützendorf, München (bij Berka) en Tiefurt
- het grote voorwerk bij Weimar
- een deel van de voogdij Brembach
- het dorp en het voorwerk Ettersburg
- de steden Büttstädt en Rastenberg
- het Forstamt Zillbach
- 3/16 van het Erfurter geleidrecht
- 1/2 van de Saalflöße
- het inlossingsrecht op het ambt Hardisleben

Het bovengenoemde ambt Hardisleben werd nog hetzelfde jaar ingelost. Van 1675 tot zijn dood in 1683 voerde de hertog het senioriaat van de Ernestijnse hertogen en had daardoor de beschikking over het ambt Oldisleben. In 1680 werd het riddergoed Tannroda met de dorpen Eichelborn en Nauendorf verworven.
In 1683 werd een verdrag gesloten met Saksen-Eisenach over de eventuele verdeling van Saschsen-Jena. Van 1683 tot 1707 was er een gemeenschappelijke regering van twee broers. In 1688 werden de dorpen Heyda, Neusus en 1/2 Schmerfeld bij Ilmenau gekocht van de familie Pöllnitz. Het ambt Ilmenau werd daardoor uitgebreid.
Na het uitsterven van Sachsen-Jena bezet Saksen-Weimar het gebied. Vervolgens komt er in 1691 een delingsverdrag tot stand met Saksen-Eisenach. Saksen-Weimar krijg":
- de ambten Kapellendorf, Heusdorf, Dornburg en Bürgel
- de voogdijen Magdala en Gebstedt
- de stad Buttelstedt
- de dorpen Döbritschen (zonder het voorwerk) en Wiegebndorf (met het geleiderecht)
- 3/32 van het Erfurter geleiderecht
- 1/2 van het Döbritschnener Forst
- het jachtgebied in het ambt Leuchtenberg
- de landshoogheid over Apolda

In 1692/4 werd de heerlijkheid Großkfromsdorf verworven en in 1694 werd het ambt Oldisleben van Saksen-Gotha gepacht.
In 1697 deed de hertog afstand van zijn aanspraken en rechten op Saksen-Lauenburg; slechts de lege titels hertog van Engern en Westfalen resteerden. In 1704 werd het ambt Oberkranichfeld van Sachsen-Gotha gepacht. In 1707 ging het ambt Fischberg verloren, omdat de abdij Fulda het pand inloste.
Van 1709 tot 1728 was er weer een gemeenschappelijke regering, ditmaal door een oom en zijn neef.
In 1712 werd het ambt Pforta voor 10 jaar gepacht van het keurvorstendom Saksen.
In 1724 werd de primogenituur ingevoerd, zodat er geen delingen of gemeenschappelijke regeringen meer mogelijk waren.
In 1728 werd Oberkranichfeld aan Saksen-Gotha afgestaan.
In 1731:werd een verdrag met Schwarzburg-Sondershausen gesloten. Saksen-Weimar stond daarin de landshoogheid over de ambten Arnstadt en Käfernburg af. In ruil daarvoor kreeg Weimar het aandeel van Sondershausen in de dorpen Wipfra en Schmerfeld bij Ilmenau.
Toen in 1741 Saksen-Eisenach uitstierf, bezette Saksen-Weimar het gebied. Om het bestuur te vereenvoudigen werden de ambten Jena, Allstedt en Großrudestedt administratief van het vorstendom Eisenach naar het vorstendom Weimar overgebracht. In 1742 werd met Hessen-Kassel het ruilverdrag van Hausbreitenbach gesloten.
Na de dood van hertog Ernst-August in 1748 zijn er tot 1755 voogdijregeringen: het vorstendom Eisenach, (inclusief de ambten Jena, Allstedt en Großrudestedt) werd bestuurd door Saksen-Gotha en het vorstendom Weimar werd bestuurd door Saksen-Coburg.
Toen er na de dood van hertog Ernst August Constantijn in 1759 alweer een minderjarige troonopvolger was, werd de weduwe van de hertog, Anna Amalia van Brunswijk regentes.
Op 15 december 1806 trad het hertogdom met Vrede van Posen met Frankrijk tot de Rijnbond toe. Op grond van de Rijnbondakte konden vervolgens de landen van de Rijksridderschap worden ingelijfd: von Stein zu Nord- und Ostheim, von Gebsattel, von Tann, von Soden, von Boyneburg, von Wechmar, von Geusau, en andere.
Dit leidde tot conflicten met Saksen-Meiningen, het Franse bestuur van het keurvorstendom Hessen-Kassel en het groothertogdom Würzburg.
In 1809 werd het afzonderlijke bestuur van Saksen-Jena en Saksen-Eisenach opgeheven en ontstond er een eenheidsstaat.
Zie verder Saksen-Weimar-Eisenach.

## Heersers
- 1672 - 1683: Johan Ernst II
- 1683 - 1707: Gezamenlijke regering door Willem Ernst en Johan Ernst III
- 1707 - 1728: Willem Ernst en Ernst August I
- 1728 - 1741: Ernst August I